# Chalagnac
Chalagnac (trong tiếng Occitan Chalanhac) là một xã của Pháp, nằm ở tỉnh Dordogne trong vùng Aquitaine của Pháp. Xã này có diện tích 14,15 km2, dân số năm 2007 là 383 người. Xã nằm ở khu vực có độ cao trung bình 218 m trên mực nước biển.

## Hành chính
| Danh sách các xã trưởng                |             |             |                  |         |
| Giai đoạn                              | Giai đoạn   | Tên         | Đảng             | Tư cách |
| 2003                                   | đương nhiệm | Jean Manein | không chính thức | hưu trí |
| Tất cả các dữ liệu trước đây không rõ. |             |             |                  |         |

## Thông tin nhân khẩu
| Năm    | 1962 | 1968 | 1975 | 1982 | 1990 | 1999 | 2007 |
| ------ | ---- | ---- | ---- | ---- | ---- | ---- | ---- |
| Dân số | 257  | 237  | 222  | 281  | 338  | 338  | 383  |